# Acropyga mesonotalis
Acropyga mesonotalis är en myrart som beskrevs av Weber 1944. Acropyga mesonotalis ingår i släktet Acropyga och familjen myror. Inga underarter finns listade i Catalogue of Life.